# Clematis florida
Clematis florida (Thunb., 1784) è una pianta appartenente alla famiglia delle Ranunculaceae, originaria della Cina meridionale.

## Etimologia
Il nome generico (Clematis) viene normalmente attribuito a Dioscoride e deriva dalla radice greca klema (= “viticcio” o anche =“pianta volubile” o anche ="legno flessibile"). L'epiteto specifico florida è stato scelto per le notevoli infiorescenze che questa specie produce.